# Stig Aronsson
Stig Aronsson var en svensk fotbollsspelare som representerade Gais i Allsvenskan under 1940-talet.
Aronsson debuterade för Gais i division II 1940/1941, men höll mestadels till i klubbens B-lag. Hans nästa serieframträdande i A-laget kom säsongen 1943/1944, då han spelade två allsvenska matcher. Säsongen 1944/1945 blev det tre allsvenska matcher för Aronsson, och säsongen 1945/1946 ytterligare tre, för totalt nio seriematcher med klubben (inga mål).